# Zygia conzattii
Zygia conzattii är en ärtväxtart som först beskrevs av Paul Carpenter Standley, och fick sitt nu gällande namn av Nathaniel Lord Britton och Joseph Nelson Rose. Zygia conzattii ingår i släktet Zygia och familjen ärtväxter. Inga underarter finns listade i Catalogue of Life.